# Hound Dog (lied)
"Hound Dog" is een nummer geschreven door Jerry Leiber en Mike Stoller. In 1953 werd het nummer voor het eerst uitgebracht door de Amerikaanse blueszangeres Big Mama Thornton. De bekendste opname is een rock-'n-rollversie afkomstig van Elvis Presley, die het in 1956 opnam en uitbracht.

## Achtergrond

### Originele versie en vroege covers
"Hound Dog" werd geschreven door het duo Jerry Leiber en Mike Stoller. Op 13 augustus 1952 werd het nummer door Big Mama Thornton voor het eerst opgenomen. Zij werd hierop begeleid door de band van producer Johnny Otis, bestaande uit Devonia Williams (piano), Albert Winston (basgitaar), Pete Lewis (gitaar) en Leard Bell (drums). Het nummer werd uitgebracht in februari 1953 en bereikte twee maanden later de eerste plaats in de Amerikaanse rhythm-and-blueslijsten, waar het zeven weken bleef staan. De single werd vijfhonderdduizend keer verkocht, maar behaalde geen notering in de Billboard Hot 100.
De titel "Hound Dog" is dubbelzinnig gebruikt. Aan de ene kant wordt deze term gebruikt als benaming voor een jachthond, aan de andere kant is het slang voor een womanizer of een gigolo. De seksuele toespeling komt terug in de tekst van het nummer; Thornton en de band deden er alles aan om de eerste betekenis van de term te benadrukken, waaronder het imiteren van het blaffen van een hond.
Kort na de oorspronkelijke uitgave van "Hound Dog" bracht Sun Records-artiest Rufus Thomas het nummer "Bear Cat" uit, dat bedoeld was als antwoordlied. Het was een van de eerste singles die werd uitgebracht op dit platenlabel. Sam Phillips, de oprichter van het label, werd genoemd als schrijver van dit nummer. Aangezien "Bear Cat" erg op "Hound Dog" lijkt, werd Sun Records succesvol aangeklaagd door Peacock Records. Phillips moest hierdoor 2 cent per verkochte single aan Peacock betalen.
Vanaf 18 maart 1953, een maand voordat de oorspronkelijke versie van "Hound Dog" de eerste plaats haalde in de R&B-lijsten, bracht countryzangeres Betsy Gay een reeks covers van het nummer uit in een countrybluesstijl. Deze reeks werd voortgezet door Billy Starr, Tommy Duncan, Eddie Hazelwood, Jack Turner en Cleve Jackson.

### Versie van Elvis Presley
De versie van "Hound Dog" door Elvis Presley is niet gebaseerd op oudere versies. Producent Bernie Lowe was ook geïnteresseerd in het nummer en vroeg aan de groep Freddie Bell & the Bellboys om de tekst te herschrijven zodat er geen dubbelzinnige regels in zouden zitten. De groep bracht hun versie aan het einde van 1955 uit op single en introduceerde het nummer tijdens optredens in Las Vegas.
Toen Presley in april en mei 1956 in Las Vegas optrad, hoorde hij "Hound Dog" in de versie van Freddie Bell & the Bellboys en begon het nummer zelf uit te voeren tijdens zijn concerten. Op 5 juni 1956 speelde hij het nummer voor het eerst tijdens het televisieprogramma The Milton Berle Show. Op 2 juli 1956 nam hij zijn versie, die een meer rock-'n-roll-arrangement heeft, op voor het platenlabel RCA Records in New York. Zijn begeleidingsband bestond uit Scotty Moore (elektrische gitaar), Bill Black (basgitaar) en D.J. Fontana (drums), Shorty Long (piano) en The Jordanaires (achtergrondzang). Er werden dertig takes van het nummer opgenomen, waarbij take 28 uiteindelijk werd gekozen als de versie die op 13 juli 1956 als single verscheen. Het was het eerste succes in de samenwerking tussen Presley en het schrijversduo Leiber en Stoller.
De versie van "Hound Dog" door Presley verkreeg de aandacht nadat het de nummer 1-positie behaalde in zowel de Billboard Hot 100 als de Amerikaanse R&B- en countrylijsten, waardoor de grenzen tussen deze genres verder verdwenen. Het was de eerste succesvolle cross-over in de Amerikaanse muziekgeschiedenis en werd zes miljoen keer verkocht. Ook in een aantal andere landen werd het een hit. In het Verenigd Koninkrijk bereikte het de tweede plaats, in Australië kwam het tot plaats 17 en in Ierland werd plaats 25 behaald. In Vlaanderen behaalde het de dertiende plaats in de Radio 2 Top 30, terwijl het in Wallonië de achtste plaats in de Ultratop 50 terechtkwam. In Nederland kwam de single pas in 1974 in de hitlijsten terecht. De Top 40 werd weliswaar niet gehaald, maar het kwam wel tot de derde plaats in de Tipparade. Daarnaast behaalde het plaats 21 in de Daverende Dertig. Op 27 augustus 2007 was het de vierde single die opnieuw werd uitgebracht als onderdeel van de boxset Elvis the King ter gelegenheid van de dertigste sterfdag van Presley; in het Verenigd Koninkrijk behaalde deze single de veertiende plaats, terwijl in Nederland plaats 83 in de Single Top 100 werd bereikt.
"Hound Dog" is in de versie van Presley veel gebruikt op soundtracks van diverse films, waaronder American Graffiti, Lilo & Stitch en Indiana Jones and the Kingdom of the Crystal Skull. In de film Forrest Gump zingt een jonge, onbekende muzikant het nummer en wordt geïnspireerd door Forrest Gump, die enkele vreemde dansbewegingen maakt. Deze muzikant bleek later Elvis Presley te zijn; deze scène is fictief. Tevens is het nummer door het tijdschrift Rolling Stone op de negentiende plaats gezet in hun lijst The 500 Greatest Songs of All Time.

### Overige covers
Andere covers van "Hound Dog" zijn gemaakt door onder meer:
- Chubby Checker (1960)
- Pat Boone (1963)
- Jerry Lee Lewis (1964)
- Little Richard (1964)
- The Everly Brothers (1965)
- Junior Wells (1965)
- Jimi Hendrix (1969)
- John Lennon (1972)
- The Rolling Stones (1978)
- Scorpions (1978)
- Stray Cats (1983)
- Albert King (1986)
- Eric Clapton (1989)
- El Vez (1993, onder de titel "Chihuahua")
- Bryan Adams (1994)
- Etta James (2000)
- James Taylor (2008)
- Robin Trower (2013)

## Hitnoteringen
Alle noteringen zijn behaald door de versie van Elvis Presley.

### Daverende Dertig/Single Top 100
| Hitnotering week 1 t/m 3: 13-04-1974 t/m 27-04-1974 Hitnotering week 4: 01-09-2007 | Hitnotering week 1 t/m 3: 13-04-1974 t/m 27-04-1974 Hitnotering week 4: 01-09-2007 | Hitnotering week 1 t/m 3: 13-04-1974 t/m 27-04-1974 Hitnotering week 4: 01-09-2007 | Hitnotering week 1 t/m 3: 13-04-1974 t/m 27-04-1974 Hitnotering week 4: 01-09-2007 | Hitnotering week 1 t/m 3: 13-04-1974 t/m 27-04-1974 Hitnotering week 4: 01-09-2007 | Hitnotering week 1 t/m 3: 13-04-1974 t/m 27-04-1974 Hitnotering week 4: 01-09-2007 | Hitnotering week 1 t/m 3: 13-04-1974 t/m 27-04-1974 Hitnotering week 4: 01-09-2007 |
| Week                                                                               | 1                                                                                  | 2                                                                                  | 3                                                                                  |                                                                                    | 4                                                                                  |                                                                                    |
| ---------------------------------------------------------------------------------- | ---------------------------------------------------------------------------------- | ---------------------------------------------------------------------------------- | ---------------------------------------------------------------------------------- | ---------------------------------------------------------------------------------- | ---------------------------------------------------------------------------------- | ---------------------------------------------------------------------------------- |
| Positie                                                                            | 30                                                                                 | 21                                                                                 | 21                                                                                 | uit                                                                                | 83                                                                                 | uit                                                                                |

### NPO Radio 2 Top 2000
| Nummer met noteringen in de NPO Radio 2 Top 2000 | '18  | '19  | '20-'21 | '22  |
| ------------------------------------------------ | ---- | ---- | ------- | ---- |
| Hound Dog                                        | 1715 | 1953 | -       | 1871 |

1. ↑  Een '-' betekent dat het nummer niet was genoteerd en een vetgedrukt getal geeft de hoogste notering aan.
2. ↑  2018 was het eerste jaar met een notering voor dit nummer.
3. ↑  Deze tabel is bijgewerkt tot en met de laatste editie (2024).